# Kaja Kallas
Kaja Kallas (n. 18 iunie 1977, Tallin, RSS Estonă, URSS) este o politiciană și juristă estonă, prim-ministru al Estoniei din ianuarie 2021, prima femeie care a ocupat această funcție în istoria țării. Ea este lidera Partidului Reformei, partidul liberal pro-european major din Estonia. Kallas este recunoscută pentru pozițiile sale ferme în susținerea integrării euro-atlantice, digitalizării guvernului și luptei împotriva influențelor externe ostile în regiunea baltică.

## Tinerețe și educație
Kaja Kallas s-a născut în Tallinn, capitala Estoniei, într-o familie cu tradiție politică: tatăl său, Siim Kallas, a fost prim-ministru al Estoniei și comisar european. A studiat dreptul la Universitatea din Tartu, una dintre cele mai prestigioase universități din Estonia, și a urmat un master în drept european la Colegiul European din Bruges, Belgia.

## Cariera politică
Kallas și-a început cariera politică în 2011 când a fost aleasă în Riigikogu, parlamentul Estoniei, ca membră a Partidului Reformei. În 2014 a fost aleasă membră a Parlamentului European, unde a activat în comisia pentru piața internă și protecția consumatorilor, fiind o susținătoare activă a digitalizării și a libertăților civile în mediul online.
În ianuarie 2021, după demisia guvernului condus de Jüri Ratas, Kallas a format un guvern de coaliție cu Partidul Centrist Estonian, devenind astfel prima femeie prim-ministru a Estoniei. Mandatul său s-a concentrat pe combaterea pandemiei COVID-19, sprijinirea economiei digitale și consolidarea securității naționale prin cooperare extinsă cu NATO și UE.

## Politici și realizări
Pe plan intern, Kallas a impulsionat implementarea unor reforme legislative pentru accelerarea digitalizării serviciilor publice, extinderea educației digitale și reducerea birocrației. A susținut dezvoltarea unui ecosistem de start-up-uri și a aprobat politici fiscale favorabile inovației și investițiilor străine.
Pe plan extern, Kallas a avut un rol activ în susținerea sancțiunilor UE împotriva Rusiei după invazia din Ucraina în 2022 și a întărit colaborarea militară cu aliații NATO pentru securitatea regională. De asemenea, a promovat consolidarea relațiilor economice cu țările nordice și statele baltice, ca parte a unei strategii de integrare regională mai profundă.

## Controverse și critici
Guvernarea Kallas a fost criticată de unele partide politice pentru percepția unor măsuri prea dure în gestionarea pandemiei și pentru alocarea de fonduri către companiile tech în detrimentul altor sectoare economice. Totuși, susținătorii săi argumentează că reformele digitale sunt esențiale pentru competitivitatea Estoniei pe termen lung.

## Viața personală
Kaja Kallas este căsătorită cu Arvo Hallik, antreprenor în domeniul tehnologiei, și are doi copii. Este cunoscută pentru pasiunea sa pentru literatură și sport, susținând un stil de viață sănătos și echilibrat.